# Gospodarka Koła

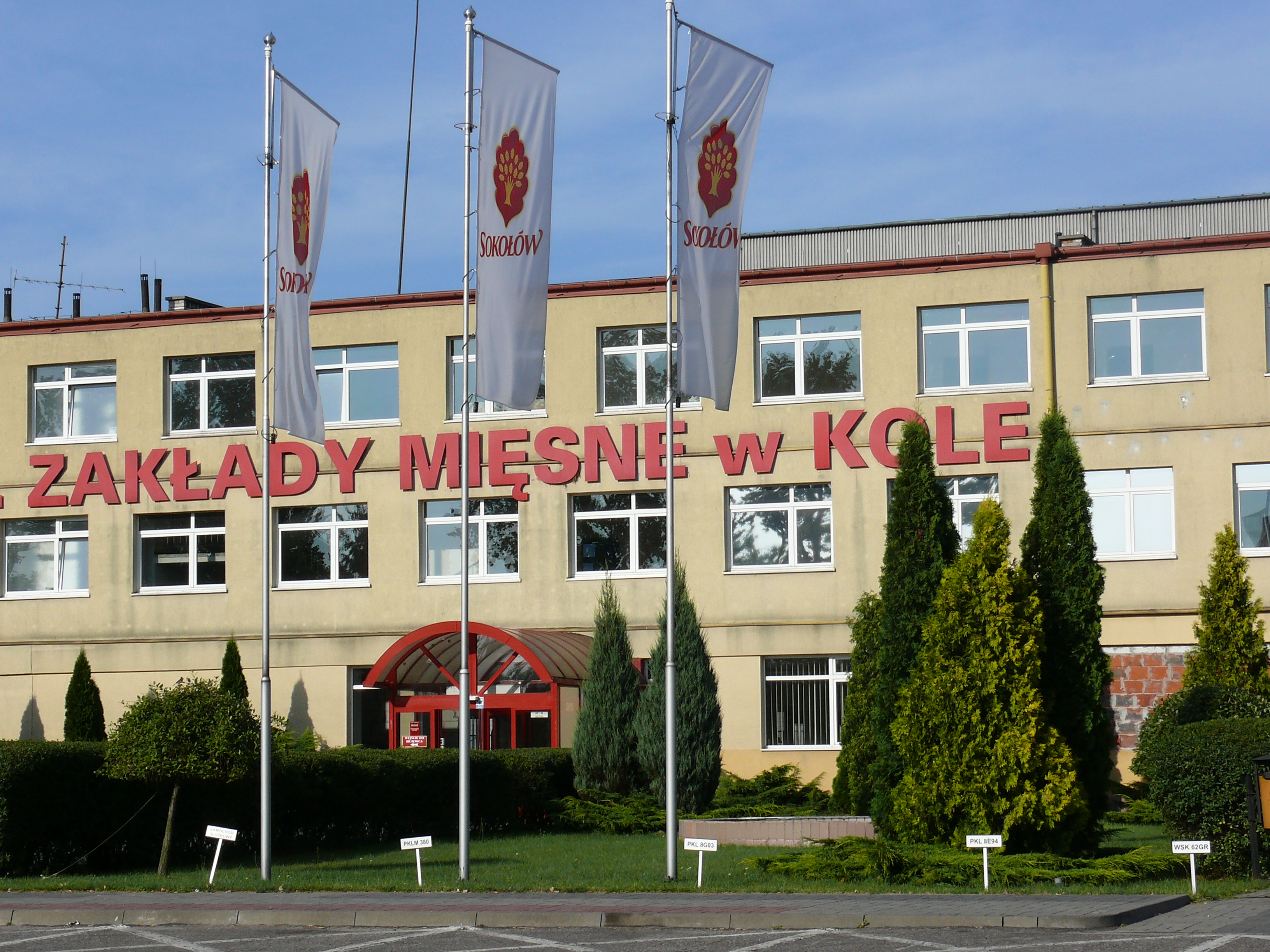
Zakłady Mięsne „Sokołów”

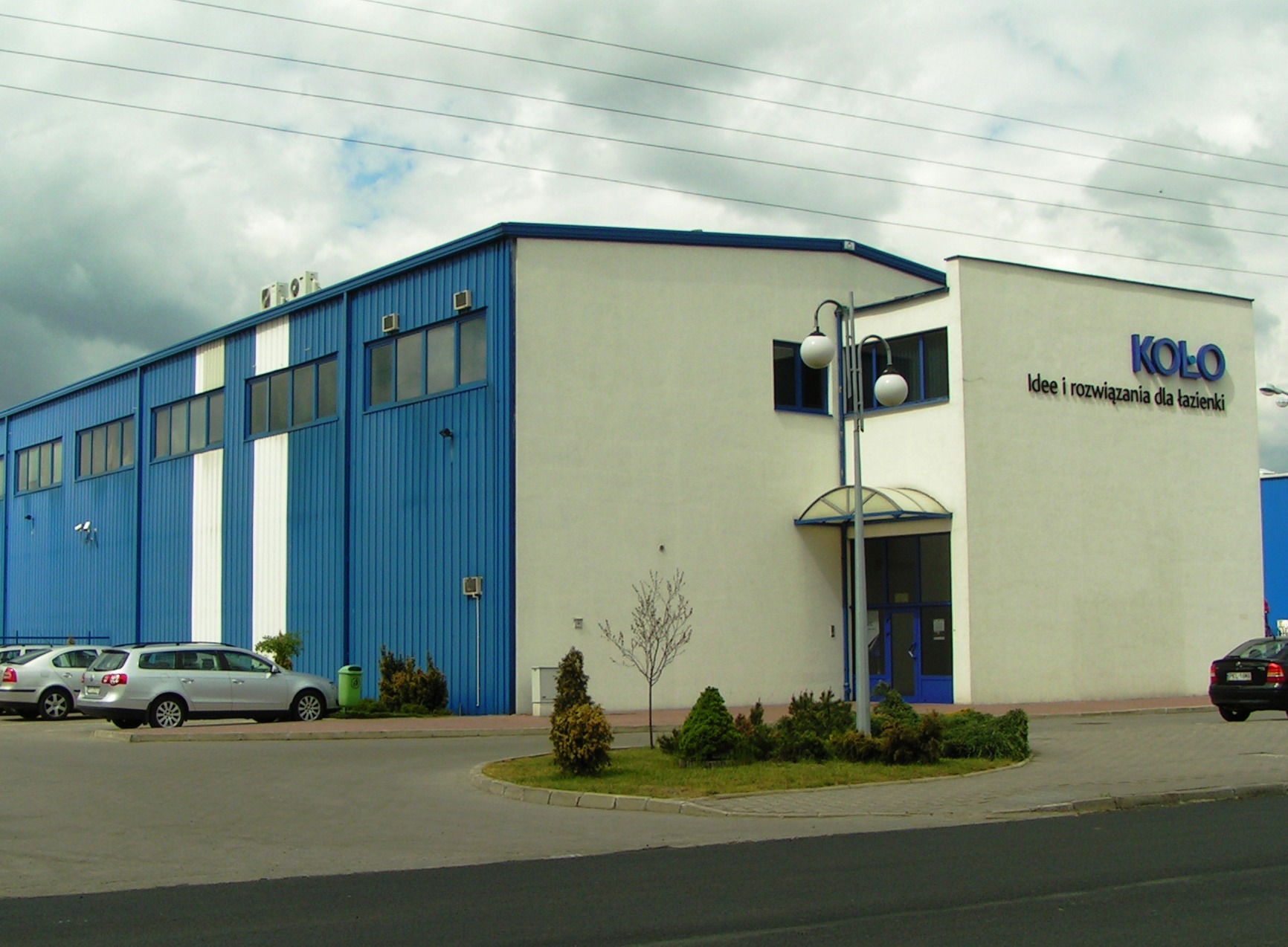
Zakłady Wyrobów Sanitarnych „Sanitec Koło”

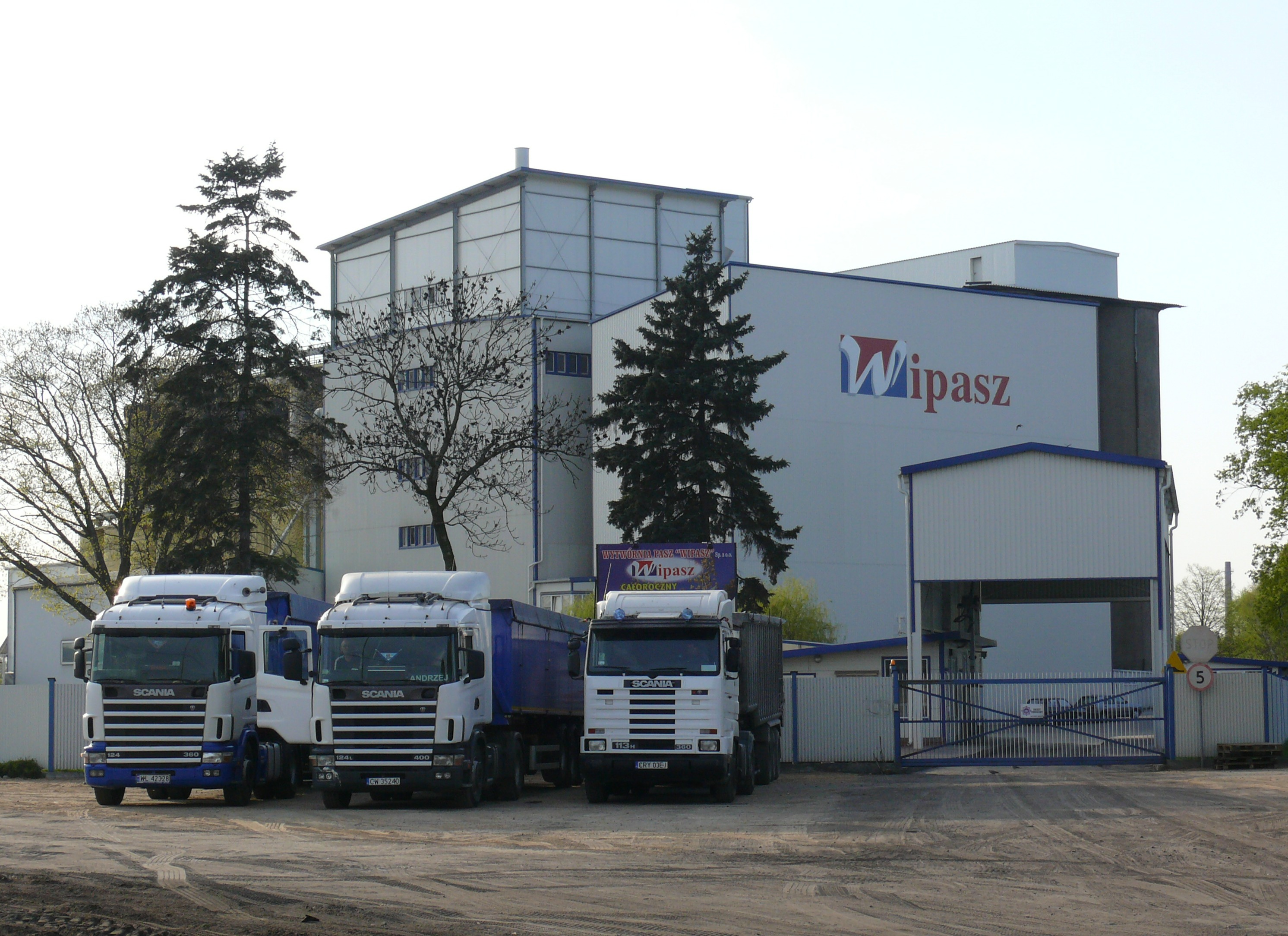
Zakład firmy „Wipasz”

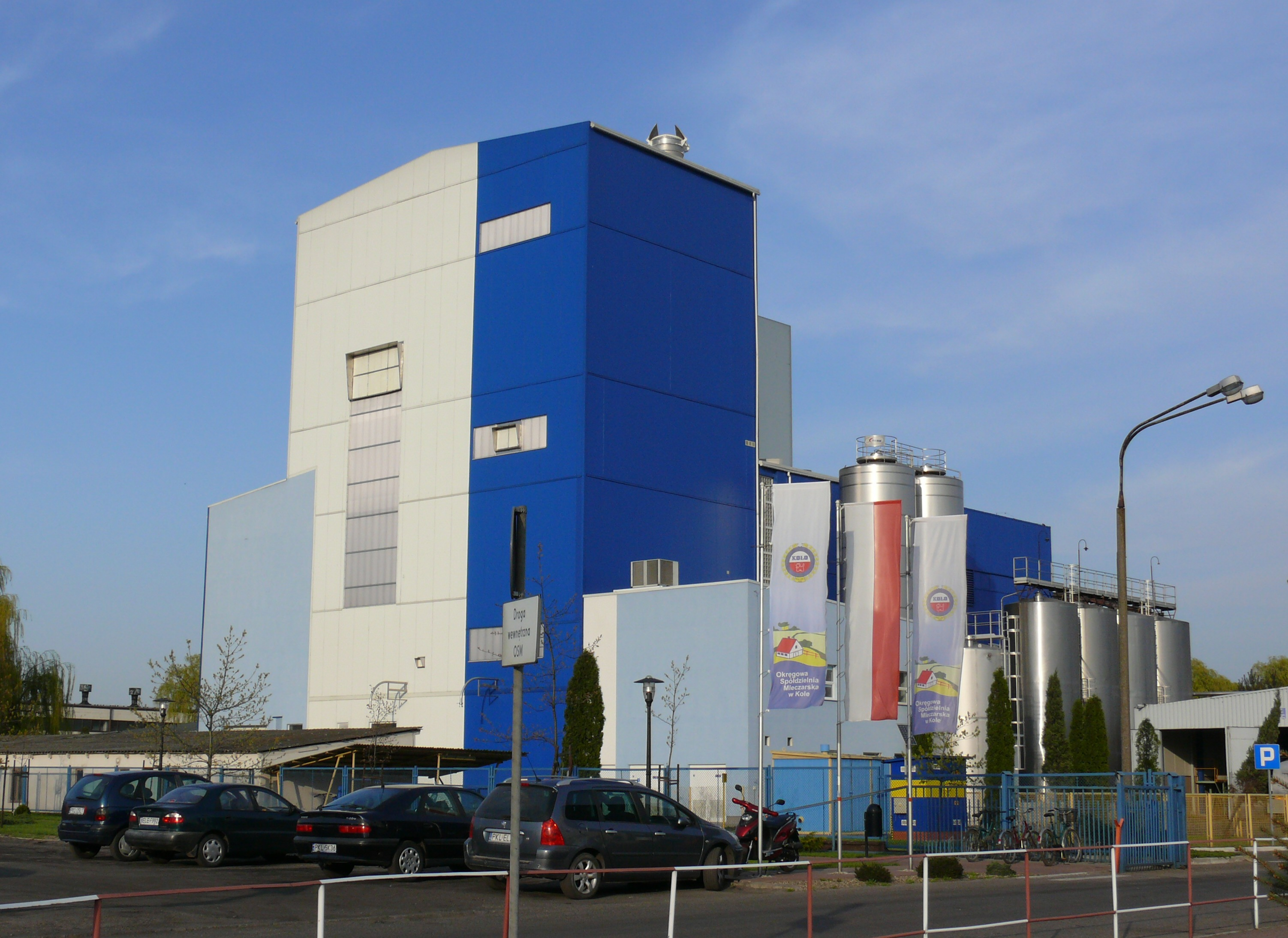
Okręgowa Spółdzielnia Mleczarska

Gospodarka Koła – miasto już od lokacji w 1362 r. było ośrodkiem handlu i drobnego przemysłu. W XIX wieku powstała pierwsza fabryka fajansu. Najbardziej dynamiczny rozwój gospodarczy miał miejsce w okresie Polskiej Rzeczypospolitej Ludowej i na przełomie XX i XXI wieku.

## Historia
Przed lokacją miasta ludność Koła w większości zajmowała się rolnictwem, ale zapewne też rzemiosłem. Najstarszy przywilej cechowy, to statut nadany kuśnierzom w dniu 14 września 1477 r. przez księżną Annę Sochaczewską. Dane z 1579 roku mówią o 122 rzemieślnikach i kupcach oraz 22 kmieciach zamieszkujących wsie miejskie. Liczba ta rosła w 1616 roku zarejestrowano wzrost liczby rzemieślników i kupców do 311 osób. Najliczniejsi wśród nich byli: piwowarzy, sukiennicy, krawcy i bogatsi kupcy, z nich wybierano przedstawicieli władz miasta. Na Przedmieściu Zduny najwięcej pracowało garncarzy.
Od założenia miasta czynne były dwa młyny królewskie na Warcie. Dzięki przywilejowi króla Władysława Jagiełły w 1422 r. zostały one odstąpione staroście kolskiemu Janowi Hińczy, który w 1490 r. przekazał je miastu. Od lokacji również wójt kolski posiadał dwa młyny zbożowe. Łącznie z czterema młynami prywatnymi w Kole było osiem młynów na rzece Warcie. Koło dzięki swojemu dogodnemu położeniu, gdzie krzyżowały się drogi handlowe, w XV i XVI wieku było znacznym ośrodkiem rzemieślniczo-przemysłowym i handlowym. Dużą rolę odgrywała rzeka. Liczne ustawy nakazywały usuwanie przeszkód takich jak młyny, tamy, groble. Władze miasta starały utrzymać tamy i mosty w należytym stanie, pobierano na nich specjalne cła. Na przełomie XV i XVI wieku funkcjonowała nawet komora celna.
Wielu rzemieślników i kupców nabywało ziemię i prowadziło gospodarstwa rolne. Początkowy rozwój uległ zahamowaniu, a w drugiej połowie XVII wieku wielkiemu upadkowi przez rozwój gospodarki folwarczno-pańszczyźnianej. Splądrowanie miasta w 1622 r. przez wojska kozackie oraz zniszczenia z potopu szwedzkiego również przyczyniły się do zahamowania rozwoju miasta. Z 2500 osób mieszkających w 1629 roku w Kole, liczba zmniejszyła się do 1700. Natomiast w roku 1661 zamieszkanych było 95 domów przez mieszczan, duchowieństwo i szlachtę z ogólna liczbą osób 1140. Znaczną pozycję zajmowali rzemieślnicy w tym piwowarzy, krawcy, szewcy i rybacy. W Kole odbywały się co tygodniowe targi we wtorki oraz cztery jarmarki w ciągu roku. W mieście prawdopodobnie nie działały usługi kredytowe, poza synagogą.
Od 1806 r. czynna była cegielnia T. Świderskiego. Nadal jednak dominowało rzemiosło. W roku 1817 zawodowo czynnych było 522 rzemieślników, kupców i kramarzy. Wtedy największą grupę stanowili krawcy – 50 osób, potem sukiennicy (23 warsztaty), kolejno: 22 garncarzy, 22 cieśli, 21 szewców, 17 rzeźników, 10 młynarzy, 10 piekarzy, 5 grabarzy, 4 kowali, 4 kapeluszników, 3 murarzy, 2 ślusarzy, i inni.
W początkach XIX wieku miasto stawało się coraz bardziej znaczącym ośrodkiem przemysłu sukienniczego. W 1823 roku w Kole znajdowały się 42 warsztaty sukiennicze. Pracowało w nich 42 majstrów i 30 czeladników sukienników. Powstały dwa zakłady przemysłowe. Pierwszy założył Czech J. Poyker. Była to fabryka sukna, składająca się z przędzalni i 6 warsztatów. Druga – fabryka cienkich sukien założona była przez Grunera i Knoblacha.
Przemysł sukienniczy w Kole bardzo się rozwinął. W 1825 r. w mieście było 49 warsztatów tkackich, natomiast później w 1826 r. było ich już 54. W tym czasie w tkactwie zatrudnionych było 379 osób. Po powstaniu listopadowym nastąpił regres spowodowany represyjną polityką władz rosyjskich. Zahamowany został polski eksport do Cesarstwa Rosyjskiego. Zakłady, które produkowały dla Rosji najbardziej ucierpiały.
Kolski przemysł zmienił profil produkcji. Nowy zakład półporcelany, który powstał w 1842 roku stał się najbardziej znaczącym. Jego właścicielem był Józef Freudenreich. W 1845 r. fabryka ta wyprodukowała 108 826 sztuk szkła, 8 500 sztuk porcelany, 61 073 sztuki fajansu. W 1874 roku K. Koch założył druga fabrykę porcelany, jednak nie działała ona długo.
W późniejszych latach XIX wieku nastąpił dalszy rozwój przemysłu. W roku 1876 czynne były: fabryka półporcelany Freudenreicha oraz cztery fabryki fajansu: Teichfelda, Freudenreicha, Reicherta i Raucha, a ich produkty osiągnęły wartość na sumę 130 tys. rubli. Działy również: fabryka wyrobów szklanych Lauterbacha, fabryka Lindemanna, produkująca nawóz sztuczny z kości i kościany węgiel. W 1874 r. Kowalski założył browar, a w 1879 r. uruchomiona została fabryka narzędzi rolniczych Zawadzkiego, później Ostrowskiego. W 1890 r. pobudowano tartak, a w 1900 r. działała już druga cegielnia. W 1863 r. nad Wartą stało 20 spichlerzy, w których trzymano 25 tys. korców zboża, później eksportowanych do Prus.
Przed rokiem 1914 przemysł w Kole reprezentowany był przez: trzy fabryki fajansu, fabrykę narzędzi rolniczych, dwa tartaki, browar, cztery młyny, dwie cegielnie, fabrykę wyrobów bawełnianych, dwie fabryki octu, mydlarnię, fabrykę papy, dwie drukarnie, dwanaście wiatraków. Czynnych było wiele sklepików i kramów.
Podczas I wojny światowej Niemcy zniszczyli wiele kolskich zakładów. Szczególnie ucierpiały fabryki Freudenreichów. Okres międzywojenny oraz okupacja hitlerowska przyniosły wyraźny regres w gospodarce. Niektóre zakłady uległy likwidacji. Pozostała tylko jedna fabryka fajansu Czesława Freudenreicha.
W czasach okupacji niemieckiej władze planowały utworzyć w Kole ośrodek górniczy i hutniczy. Plany, których nigdy nie zrealizowali, zostały porzucone wraz z wyzwoleniem miasta. Władze ludowe rozwinęły Konin i to tam – a nie w Kole – powstały kopalnie węgla brunatnego, a później także elektrownie i huta aluminium.
Rozwój przemysłu nastąpił dopiero w latach władzy Polski Ludowej. Kolskie zakłady fajansu od pierwszego lipca 1974 r. należą do włocławskich zakładów ceramiki stołowej. Na terenie byłej fabryki Michała Ostrowskiego powstała Fabryka Materiałów Budowlanych do Robót Wykończeniowych „ZREMB”. W latach 1960–1961 powstał Zakład Wyrobów Sanitarnych. 1 stycznia 1962 r. rozpoczęto budowę Fabryki Materiałów i Wyrobów Ściernych wraz z blokiem administracyjnym, stołówką zakładową i czterema blokami mieszkalnymi dla pracowników. Od lipca 1972 do grudnia 1973 wybudowano w Kole zakłady mięsne. Wraz z zakładem postawiono 9 bloków mieszkalnych. Kolejny zakład to wybudowana w latach 1973–1975 spółdzielnia mleczarska, która mieści się przy ulicy Towarowej.
W 1986 zarejestrowanych w Kole było 241 prywatnych warsztatów rzemieślniczych, 104 zakłady transportowe i 35 handlowych.

## Stan obecny

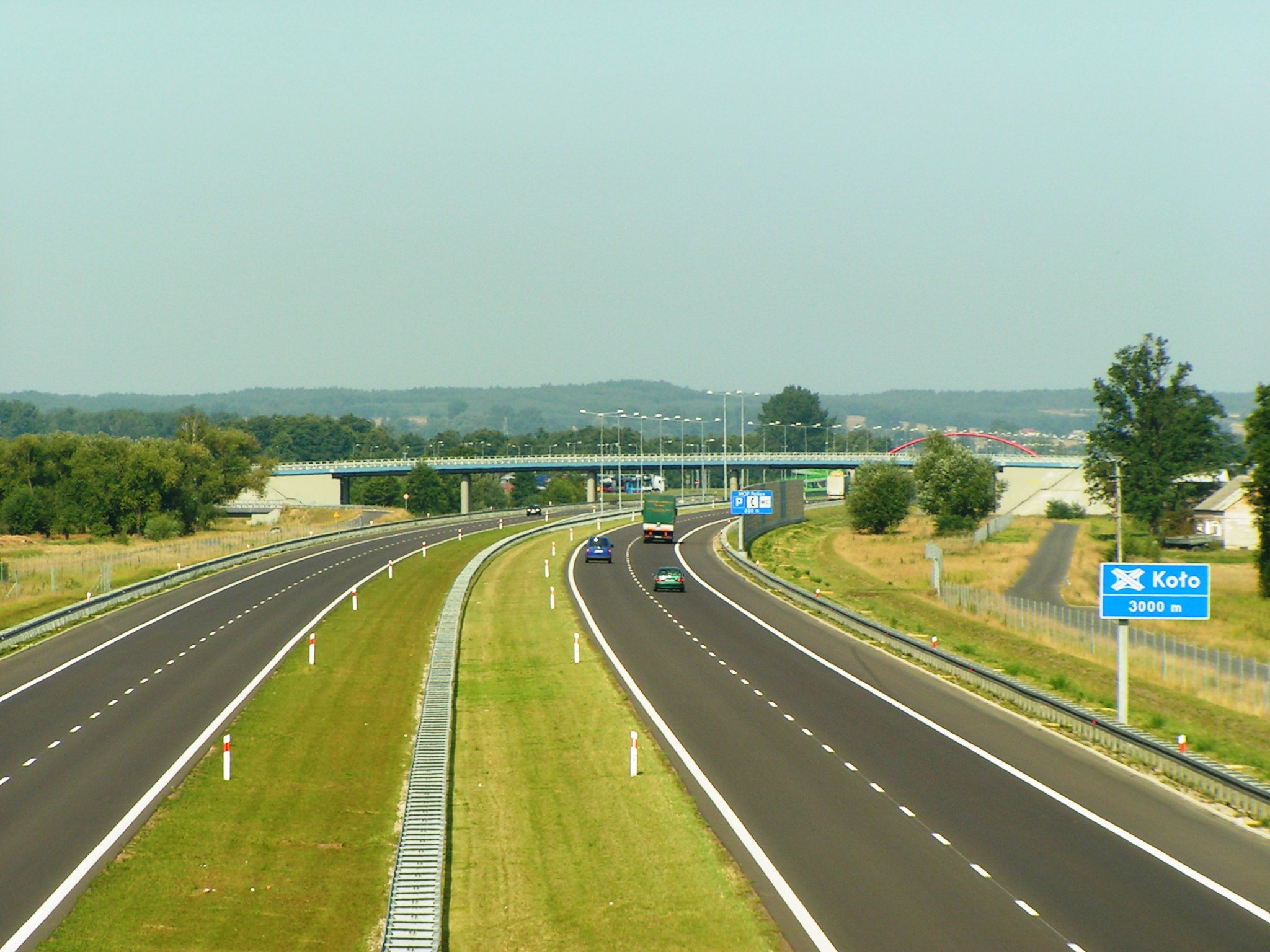
Autostrada A2 w okolicach miasta

Dziś Koło należy do większych i bardziej uprzemysłowionych ośrodków gospodarczych w województwie wielkopolskim. Rozwojowi miasta sprzyja jego dogodne położenie w centrum Polski. Korzystna jest również bliskość najpotężniejszych ośrodków przemysłowych i handlowych: Warszawy, Poznania i Łodzi, a także położenie zaledwie kilka kilometrów od Autostrady A2.
Branżą, która ma w Kole wieloletnią tradycję jest przemysł ceramiczny. Pierwsza fabryka wyrobów fajansowych, założona przez kupca Józefa Freudenreicha, powstała w 1842 roku. Dziś ręcznie malowane naczynia i ozdoby dostarcza na rynek Zakład Fajansu.
Ton życiu gospodarczemu miasta nadają duże zakłady przemysłowe. Uznaniem w kraju i za granicą cieszą się produkty Zakładów Wyrobów Sanitarnych „Koło”, których właścicielem jest fińska firma Sanitec. Kolski zakład posiada także filie we Włocławku, Ozorkowie, Mińsku Mazowieckim i ukraińskiej Sławucie.
Do poważniejszych zakładów w mieście należy również „Saint Gobain Abrasives” firma o zasięgu globalnym – producent szerokiej gamy wyrobów ściernych. W 1987 r. powstał Zakład Wytwarzania Artykułów Ściernych „Andre Abrasive Articles” – drugi producent wyrobów ściernych w mieście.
Koło jest ośrodkiem przemysłu spożywczego. Działają tu m.in. zakłady mięsne – obecnie oddział Zakładów Mięsnych „Sokołów” oraz Okręgowa Spółdzielnia Mleczarska.